# تشارلز لوت تشرتش
تشارلز لوت تشرتش هو سياسي كندي، ولد في 13 مارس 1777، وتوفي في 14 أبريل 1864. انتخب عضو مجلس نواب نوفا سكوشا ‏.